# Stöckheim (Northeim)
Stöckheim ist ein Dorf in Südniedersachsen und nordwestlicher Ortsteil der Stadt Northeim. Es hat 335 Einwohner, dazu kommen 3 Einwohner im südwestlich gelegenen Ortsteil Wetze.

## Geographie
Der Ort liegt im Leinetal 1,5 km westlich des Flusses auf halber Strecke zwischen den Städten Northeim und Einbeck. Das an dieser Stelle ca. 6 km breite Tal, das am Ortsrand als Naturschutzgebiet Leineniederung Salzderhelden ausgewiesen ist, wird östlich durch Ausläufer des Harzes und im Westen durch die Ahlsburg begrenzt. Die Autobahn A 7 verläuft südöstlich in 3 km Entfernung.

## Geschichte
Stöckheim ist einer der ältesten Orte im Landkreis Northeim. Die Gründung des Dorfes erfolgte bereits in karolingischer Zeit. Die erste urkundliche Erwähnung ist in den Traditiones Corbeienses aus der Zeit zwischen 826 und 876 n. Chr. überliefert, der Ortsname wird dort Stocchem geschrieben. Die Urkunde ist jedoch nur in einer Abschrift des 15. Jahrhunderts erhalten. Im nächstjüngeren Beleg von Stocheim aus dem Jahre 1142 wird bereits eine Mutterkirche als Teil einer Schenkung an das Kloster Fredelsloh erwähnt. Ein manchmal als Ersterwähnung aufgeführter Beleg von 1141 wird in seiner Zuordnung zu Stöckheim von manchen Forschern angezweifelt. Vom Erzbistum Mainz aus wurde hier im neunten Jahrhundert eine von 12 sogenannte „Mutterkirchen“ im Bereich des heutigen Südniedersachsen gegründet. Ländereien und Kirche in Stöckheim gehörten dem Templerorden. Nach dessen Aufhebung im Jahre 1312 wurden die Güter aufgeteilt. Einige der Güter fielen an das Kloster Fredelsloh, wie auch das Recht der Bestimmung des Pfarrers in Stöckheim, das es bis ins Jahr 1542 behielt. 1589 erhielt Stöckheim eine Schule, in die die Bewohner des Kirchspieles Stöckheim „umb sonst ihre Kinder, beyde Knaben und Mägdlein“ schicken konnten.
Am 1. März 1974 wurde Stöckheim, das bis dahin dem Landkreis Einbeck angehörte, in die Stadt Northeim eingegliedert.

## Politik

### Ortsbürgermeister
Ortsbürgermeister ist Dietmar Weiß, stellvertretender Ortsbürgermeisterin ist Claudia Seeger. Die aktuelle Wahlperiode läuft vom 1. November 2021 bis zum 31. Oktober 2026.

### Ortsrat
Stöckheim hat einen siebenköpfigen Ortsrat, der seit der Kommunalwahl 2021 von sechs Mitgliedern der Wählergruppe "Gemeinsam für Stöckheim" (GfS) und von einem Mitglied der AfD besetzt ist. Die Wahlbeteiligung lag bei 74,84 Prozent.
| Ortsrat 2021Insgesamt 7 Sitze - GfS: 6 - AfD: 1 |

## Kultur und Sehenswürdigkeiten

### Kirche

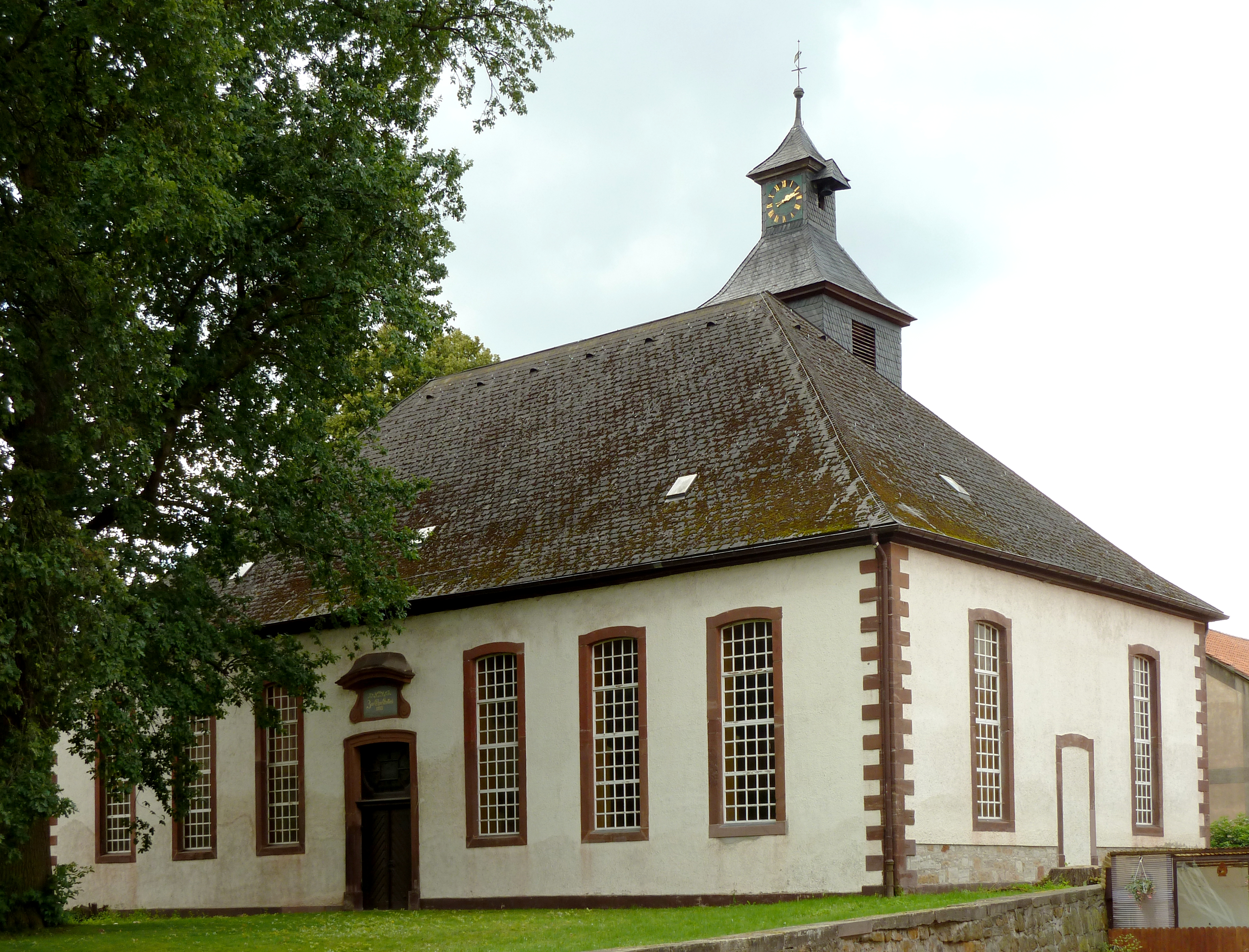
Ev.-luth. Kirche St. Martin

Das ursprüngliche Kirchengebäude wurde Mitte des 18. Jahrhunderts unter Erhalt des Taufsteins abgebrochen und 1763 durch einen barocken Neubau ersetzt. Dieser wurde mehrfach renoviert. 2017 wurde die von Carl Giesecke 1860 erbaute Orgel überarbeitet. Der Taufstein ist aus Sandstein und wurde 1614 gestiftet. Seine Kuppa ist 8-seitig und ist wie der Fuß mit 4 Putten sowie Ornamenten verziert. Zudem nennt eine Inschrift das Jahr der Stiftung und die Namen der Stifter, einen Hans Lüdemann, wohl verwandt mit dem 1626 als Amtmann des Amtes Rotenkirchen beurkundeten Veit Lüdemann, und Ilsebe Schwartzkopf, gemäß darunter eingearbeitetem Familienwappen offenbar aus dem Geschlecht Schwartzkoppen. Unter den Putten sind als eucharistische Gestalten Weintrauben dargestellt. An der Westseite wurde die Kirche mit dem ehemaligen Altarbild der 1970 abgerissenen Hollenstedter Kapelle ausgestattet. Die Altarwand auf der Nordseite der Kirche weist Darstellungen der Evangelisten auf. 2016 und 2017 wurde der Innenraum der Kirche renoviert. Dabei wurden zusätzlich zur Instandsetzung der Orgel Gemeinderäume in das Kirchenschiff und den Kirchturm eingebaut.
Zur Kirchengemeinde Stöckheim im Kirchenkreis Leine-Solling gehören bis heute die Dörfer Hollenstedt, Drüber und Sülbeck. Im Kirchturm befindet sich auch das Regionalbüro Leinetal der Kirchengemeinden Stöckheim, Salzderhelden und Iber-Odagsen.

### Kemnate
1322 wird erstmals mit Wetsen eine Siedlung oder Gut benannt, das als Vorläufer von Wetze anszusehen ist. 1411 wird sie dann als Dorf bezeichnet, 1556 fungiert es schließlich als Vorwerk. Noch bis zur Mitte des 16. Jahrhunderts ist für den Stöckheimer Ortsteil Wetze eine Kemenate bezeugt. Heinrich IV. von Braunschweig-Grubenhagen übertrug 1524 seiner Gemahlin Elisabeth das Gebäude mit dem huse efte borchgesethe Wetze nebst allem Zubehör als Leibzucht. Vordem hatte die Herzogin selbiges Gut von den einstigen Pfandinhabern Hans und Hermann von Minnigerode ausgelöst. Vermutlich existierte jener Burgsitz in Wetze bereits seit dem Mittelalter und befand sich ursprünglich im Besitz der Herren von Wettese, welche bis 1341 urkundlich erwähnt werden.

## Wirtschaft und Infrastruktur
Ein bedeutender Gewerbezweig bildet die Tochtergesellschaft der Einbecker KWS Saat SE, sie besitzt in Stöckheimer Ortslage Wetze eine Niederlassung. In Stöckheim selbst existiert eine Tischlerei. Die einstige Knaben- und Mädchenschule, eingerichtet 1589 als Lateinschule der Ämter Rotenkirchen und Salzderhelden, existiert nicht mehr. Die Schüler werden heute in Northeim oder Drüber unterrichtet.